# 地海奇風
《地海奇風》（英語：The Other Wind）是美國作家娥蘇拉·勒瑰恩於2001年發表的奇幻小說，為「地海傳說」第六部，也是第五部長篇小說。

## 劇情
故事敘述一場生死境界交錯的異變，藉以重新探討地海世界中地域的差異，以及生死與魔法的本質。一位擅長修補物品的術士「赤楊」（Alder），每晚夢見亡妻站在生死之界的矮牆旁呼喚他，而矮牆也逐漸被拆除。如果牆破了，亡魂將入侵地海世界。赤楊向曾是地海大法師的格得求助，格得指點他去找地海真王「黎白南」。於是赤楊、黎白南必須與一位燒傷的女子、一位施用禁法的法師、一位既是龍又是女子的奇人，聯手修正遠古祖先犯下的錯，修補地海。勒瑰恩在第四部《地海孤雛》思考前三部中性別與魔法的傳統關係，在這部接續的新作中，她更重新深刻探討魔法與更基本問題的關連：即「生與死」。

## 中譯書目
《地海奇風》 段宗忱譯，繆思出版社奇幻館書系，2002年（正體，台灣）